# 安雅·泰勒-喬伊
安雅·約瑟芬妮·瑪麗·泰勒-喬伊（1996年4月16日—），美國、英國及阿根廷的女演員及模特兒，知名演出作品如電影《女巫》（2015年）、《分裂》（2016年）、《異裂》（2019年）、《艾瑪.》（2020年）、《芙莉歐莎：瘋狂麥斯傳奇篇章》（2024年），以及Netflix迷你劇《翼棄兵》（2020年）。

## 早年
泰勒-喬伊出生於佛羅里達州邁阿密，是家中六名孩子中年紀最小的。她的母親是位心理學家，擁有西班牙與英國的血統，父親是位來自蘇格蘭的國際銀行家。泰勒-喬伊於嬰兒時期搬到布宜諾斯艾利斯，六歲時在只會說西班牙文的情況下搬去倫敦，此後英語也成為她的母語，泰勒-喬伊飾演過多個美國人角色，也具備自然的美國口音，但現實生活中的口音偏向英國，用字遣詞也是濃厚的英式風格，多元的家庭背景、以及在英美兩地的成長經驗，造就她能不太費力地進行自然的口音變換，初接觸到她的觀眾，經常因此難以判斷她來自哪裡。她是名前芭蕾舞者，在十六歲因为同学的霸凌而决定休学，在休學後的某一天外出遛狗時被星探相中。

## 職業生涯
泰勒-喬伊重大的突破是於導演羅柏·艾格斯執導的電影《女巫》演出主角湯瑪辛（Thomasin）。
2016年，泰勒-喬伊主演科學虛構恐怖電影《魔詭》，該片由路克·史考特執導。此外，當年她還主演維克拉姆·甘地執導的電影《巴瑞精神》，該片敘述1981年位於紐約年輕時的巴拉克·歐巴馬。泰勒-喬伊飾演歐巴馬一位很要好的朋友。 接著她主演恐怖驚悚電影《分裂》，《分裂》由奈·沙馬蘭執導和編劇，講述三位女孩被一位擁有24個人格的人綁架。
泰勒-喬伊主演GTA創作史奇雷克斯混音歌曲《Red Lips》的音樂錄影帶。 她還被2017年英國影藝學院電影獎明日之星提名。
2016年3月，有謠傳泰勒-喬伊可能會在「X戰警電影系列」的《變種人》中飾演秘客；後來此謠言獲得了證實，該片於2020年發行。
2020年，報導指出泰勒-喬伊將飾演《瘋狂麥斯：憤怒道》的衍生電影《芙莉歐莎：瘋狂麥斯傳奇篇章》，她將飾演主角芙莉歐莎，預計在2024年上映。泰勒-喬伊同年因為出演《后翼棄兵》的女主角貝絲·哈蒙而名聲大噪。
2022年，泰勒-喬伊出演電影《五星饗魘》的女主角，其演出表現獲得第80屆金球獎音樂及喜劇類電影最佳女主角提名。

## 私生活
泰勒-喬伊自2021年開始和美國音樂家馬爾科姆·麥克雷交往，兩者在2022年4月1日正式在紐奧良結婚，及後兩者於2023年9月在義大利威尼斯的庇薩尼宮舉辦了第二次婚禮

## 作品列表

### 電影
| 年份 | 標題                           | 角色                      | 附註       |
| ---- | ------------------------------ | ------------------------- | ---------- |
| 2014 | 《吸血鬼學院》                 | 喂食的女孩                | 刪除片段   |
| 2015 | 《女巫》                       | 湯瑪辛                    |            |
| 2016 | 《魔詭》                       | Morgan                    |            |
| 2016 | 《巴瑞精神》                   | Charlotte Baughman        |            |
| 2016 | 《分裂》                       | Casey Cooke               |            |
| 2017 | 《詭影》                       | Allie                     |            |
| 2017 | 《良種動物》                   | Lily                      |            |
| 2018 | Crossmaglen                    | Ana                       | 短片       |
| 2019 | 《異裂》                       | Casey Cooke               |            |
| 2019 | 《愛你，安東·葉爾欽》          | 她自己                    | 紀錄片     |
| 2019 | 《摩比小子大电影》             | Marla                     | 配音       |
| 2019 | 《居禮夫人：放射永恆》         | 伊雷娜·約里奧-居里        |            |
| 2020 | 《艾瑪.》                      | 艾瑪·伍德豪斯             |            |
| 2020 | 《變種人》                     | 「秘客」伊利安娜·拉斯普廷 |            |
| 2020 | 《年輕人在此》                 | Jen                       |            |
| 2021 | 《迷離夜蘇活》                 | Sandy                     |            |
| 2022 | 《北方人》                     | Olga of the Birch Forest  |            |
| 2022 | 《五星饗魘》                   | Margot                    |            |
| 2022 | 《阿姆斯特丹》                 | Libby Voze                |            |
| 2023 | 《》                           | 碧姬公主                  | 配音       |
| 2024 | 《沙丘：第二部》               | 阿麗亞·亞崔迪             | 未署名客串 |
| 2024 | 《芙莉歐莎：瘋狂麥斯傳奇篇章》 | 芙莉歐莎                  |            |
| 2025 | 《禁谷》                       | Drasa                     |            |

### 電視
| 年份 | 標題                 | 角色                      | 附註                                |
| ---- | -------------------- | ------------------------- | ----------------------------------- |
| 2014 | 《摩斯探長前傳》     | Philippa Collins-Davidson | 單集：〈Nocturne〉                  |
| 2014 | Viking Quest         | Mani                      | 電視電影                            |
| 2015 | 《亞特蘭蒂斯》       | Cassandra                 | 5集                                 |
| 2017 | 《娃娃屋》           | Petronella "Nella" Brandt | 2集                                 |
| 2019 | 《浴血黑幫》         | Gina Gray                 | 6集                                 |
| 2019 | 《魔水晶：抗爭時代》 | Brea                      | 配音，10集                          |
| 2020 | 《翼棄兵》           | 貝絲·哈蒙                 | 迷你劇；7集                         |
| 2021 | 《週六夜現場》       | 她自己（主持人）          | 單集：〈Anya Taylor-Joy/Lil Nas X〉 |

### 音樂錄影帶
| 年份 | 標題                       | 歌手                   | 角色 | 附註   |
| ---- | -------------------------- | ---------------------- | ---- | ------ |
| 2015 | Red Lips（史奇雷克斯混音） | GTA（山姆·布魯諾客串） | 女孩 |        |
| 2019 | Dinner & Diatribes         | 赫齊爾                 | 妻子 | [ 26 ] |

## 獲獎與提名
| 年份 | 協會                 | 類別                         | 提名人或作品 | 結果 | 附註   |
| ---- | -------------------- | ---------------------------- | ------------ | ---- | ------ |
| 2016 | 哥譚獨立電影獎       | 年度突破演員                 | 《女巫》     | 獲獎 | [ 27 ] |
| 2016 | 華盛頓特區影評人協會 | 最佳青年演出                 | 《女巫》     | 提名 | [ 28 ] |
| 2016 | 聖地牙哥影評人協會   | 突破藝術家                   | 《女巫》     | 提名 | [ 29 ] |
| 2016 | 奧斯汀影評人協會     | 突破藝術家獎                 | 《女巫》     | 提名 | [ 30 ] |
| 2016 | 鳳凰城影評人協會     | 最佳青年演出                 | 《女巫》     | 提名 |        |
| 2016 | Fright Meter獎       | 最佳女主角                   | 《女巫》     | 獲獎 |        |
| 2016 | JoBlo.com            | 年度突破演出                 | 《女巫》     | 亞軍 |        |
| 2016 | 英國BloodGuts恐怖獎  | 突破藝術家獎                 | 《女巫》     | 提名 | [ 31 ] |
| 2016 | IGN夏季電影獎        | 最佳電影女演員               | 《女巫》     | 提名 |        |
| 2016 | 國際線上電影院獎     | 最佳女演員                   | 《女巫》     | 提名 |        |
| 2016 | 新墨西哥影評人協會   | 最佳年輕女演員               | 《女巫》     | 獲獎 |        |
| 2017 | 帝國獎               | 最佳女新人                   | 《女巫》     | 獲獎 |        |
| 2017 | 土星獎               | 最佳年輕演員演出             | 《女巫》     | 提名 | [ 32 ] |
| 2017 | Fangoria電鋸獎       | 最佳女演員                   | 《女巫》     | 獲獎 | [ 33 ] |
| 2017 | 線上電影和影集協會   | 最佳突破演出－女性           | 《女巫》     | 提名 |        |
| 2017 | 西雅圖影評人協會獎   | 最佳青年演出                 | 《女巫》     | 獲獎 | [ 34 ] |
| 2017 | 英國電影學院獎       | 新星獎                       | 她自己       | 提名 |        |
| 2017 | 倫敦影評人協會       | 年度年輕英國人／愛爾蘭人演出 | 她自己       | 提名 | [ 35 ] |
| 2017 | 俄亥俄中部影評人協會 | 突破電影演員                 | 她自己       | 提名 |        |
| 2017 | 坎城影展             | 蕭邦最具潛質演員獎           | 她自己       | 獲獎 |        |
| 2017 | Gold Derby電視獎     | 最佳突破演出                 | 她自己       | 提名 | [ 36 ] |
| 2018 | 英國BloodGuts恐怖獎  | 最佳配角女演員               | 《分裂》     | 提名 | [ 37 ] |
| 2018 | 國際線上電影院獎     | 最佳女演員                   | 《良種動物》 | 提名 |        |
| 2019 | 倫敦影評人協會       | 年度年輕英國人／愛爾蘭人演出 | 她自己       | 提名 | [ 38 ] |
| 2021 | 金球獎               | 最佳音樂及喜劇類電影女主角   | 《艾瑪.》    | 提名 |        |
| 2021 | 金球獎               | 最佳有限劇集及電視電影女主角 | 《后翼棄兵》 | 獲獎 |        |
| 2021 | 美國演員工會獎       | 最佳迷你影集或電視電影女演員 | 《后翼棄兵》 | 獲獎 |        |
| 2021 | 黃金時段艾美獎       | 最佳有限劇集或電視電影女主角 | 《后翼棄兵》 | 提名 |        |

## 外部連結
- Anya Taylor-Joy在互联网电影资料库（IMDb）上的資料（英文）
- 安雅·泰勒-喬伊的X（前Twitter）
- 安雅·泰勒-喬伊的Instagram帳戶